# Ammar Jemal
Ammar Jemal (Susa, Túnez, 20 de abril de 1987), es un futbolista tunecino, se desempeña como defensa. Actualmente juega en el Al-Arabi SC de Catar.

## Clubes
| Club            | País           | Año             | Partidos | Goles |
| Étoile du Sahel | Túnez          | 2007 - 2010     | 51       | 15    |
| BSC Young Boys  | Suiza          | 2010 - 2011     | 26       | 5     |
| 1. FC Colonia   | Alemania       | 2011 - 2012     | 26       | 5     |
| AC Ajaccio      | Francia        | 2012 - 2013     | 6        | 0     |
| Club Africain   | Túnez          | 2013 -          | 4        | 0     |
| Al-Fateh SC     | Arabia Saudita | 2013 - 2014     | 18       | 0     |
| Étoile du Sahel | Túnez          | 2014 - 2017     | 56       | 5     |
| Al-Arabi SC     | Catar          | 2017 - Presente | 10       | 1     |

- Datos: Q472831